# Rustam Chabiłow
Rustam Chabiłow ros. Хаби́лов Руста́м Микаи́лович (ur. 4 listopada 1986 w Goksuw-otar) – rosyjski zawodnik mieszanych sztuk walk wagi lekkiej dagestańskiego pochodzenia. Mistrz świata w sambo bojowym z 2007 roku. Aktualnie związany z Bellator MMA.

## Osiągnięcia

### Mieszane sztuki walki
- 2009: Mistrz M-1 Challenge 2009

### Sambo
- 2007: Mistrz Świata[2]
- Mistrz Rosji Amatorów
- 4-krotny Mistrz Dagestanu

### Pankration
- Mistrz Świata w pankrationie

## Lista zawodowych walk w MMA
| Wynik     | Bilans | Przeciwnik (bilans przed walką) | Rozstrzygnięcie                             | Runda | Czas | Rozgrywki                                                | Data       | Miejsce       | Uwagi                                                         |
| --------- | ------ | ------------------------------- | ------------------------------------------- | ----- | ---- | -------------------------------------------------------- | ---------- | ------------- | ------------------------------------------------------------- |
| Wygrana   | 24-4   | Sergey Khandozhko               | Decyzja (jednogłośna)                       | 3     | 5:00 | UFC on ESPN+ 21: Magomedsharipov vs. Kattar              | 09.11.2019 | Moskwa        | Powrót do wagi półśredniej                                    |
| Przegrana | 23-4   | Carlos Diego Ferreira           | Decyzja (jednogłośna)                       | 3     | 5:00 | UFC on ESPN+ 3: Błachowicz vs. Santos                    | 23.02.2019 | Praga         | Limit umowny do 71,2 kg. Ferreira nie wykonał limitu wagowego |
| Wygrana   | 23-3   | Kajan Johnson                   | Decyzja (niejednogłośna)                    | 3     | 5:00 | UFC Fight Night: Hunt vs. Oleynik                        | 15.09.2018 | Moskwa        |                                                               |
| Wygrana   | 22-3   | Desmond Green                   | Decyzja (jednogłośna)                       | 3     | 5:00 | UFC Fight Night: Struve vs. Volkov                       | 02.09.2017 | Rotterdam     |                                                               |
| Wygrana   | 21-3   | Jason Saggo                     | Decyzja (jednogłośna)                       | 3     | 5:00 | UFC 206                                                  | 10.12.2016 | Toronto       | Limit umowny do 71,7 kg. Chabiłow nie wykonał limitu wagowego |
| Wygrana   | 20-3   | Leandro Silva                   | Decyzja (jednogłośna)                       | 3     | 5:00 | UFC Fight Night: Arlovski vs. Barnett                    | 03.09.2016 | Hamburg       |                                                               |
| Wygrana   | 19-3   | Chris Wade                      | Decyzja (jednogłośna)                       | 3     | 5:00 | UFC Fight Night: Overeem vs. Arlovski                    | 08.05.2016 | Rotterdam     |                                                               |
| Wygrana   | 18-3   | Norman Parke                    | Decyzja (jednogłośna)                       | 3     | 5:00 | UFC Fight Night: Silva vs. Bisping                       | 27.02.2016 | Londyn        |                                                               |
| Przegrana | 17-3   | Adriano Martins                 | Decyzja (niejednogłośna)                    | 3     | 5:00 | UFC Fight Night: Bigfoot vs. Mir                         | 22.02.2015 | Porto Alegre  |                                                               |
| Przegrana | 17-2   | Benson Henderson                | Poddanie (duszenie zza pleców)              | 4     | 1:16 | UFC Fight Night: Henderson vs. Khabilov                  | 07.06.2014 | Albuquerque   | Main Event                                                    |
| Wygrana   | 17-1   | Jorge Masvidal                  | Decyzja (jednogłośna)                       | 3     | 5:00 | UFC: Fight for the Troops 3                              | 06.11.2013 | Fort Campbell | Bonus za walkę wieczoru                                       |
| Wygrana   | 16-1   | Yancy Medeiros                  | TKO (złamany kciuk)                         | 1     | 2:32 | UFC 159                                                  | 27.04.2013 | Newark        |                                                               |
| Wygrana   | 15-1   | Vinc Pichel                     | KO (suplex i ciosy pięściami w parterze)    | 1     | 2:15 | The Ultimate Fighter: Team Carwin vs. Team Nelson Finale | 15.12.2012 | Las Vegas     | Debiut w UFC. Debiut w wadze lekkiej                          |
| Wygrana   | 14-1   | Jason Dent                      | Decyzja (jednogłośna)                       | 3     | 5:00 | Pure MMA: Next Episode                                   | 12.05.2012 | Wilkes-Barre  |                                                               |
| Wygrana   | 13-1   | Rodrigo Ribeiro                 | Decyzja (jednogłośna)                       | 3     | 5:00 | ONE FC: Battle of Heroes                                 | 11.02.2012 | Dżakarta      |                                                               |
| Wygrana   | 12-1   | Nazir Kadyzhev                  | TKO (ciosy pięściami)                       | 1     | 4:58 | ProFC Grand Prix Global: Caucasus                        | 26.09.2011 | Derbent       | Powrót do wagi półśredniej                                    |
| Przegrana | 11-1   | Ruslan Khaskhanov               | Decyzja (niejednogłośna)                    | 3     | 5:00 | M-1 Selection Ukraine 2010: The Finals                   | 12.02.2011 | Kijów         |                                                               |
| Wygrana   | 11-0   | Sergei Utochkin                 | Poddanie (dźwignia prosta na staw łokciowy) | 1     | 1:28 | M-1 Selection Ukraine 2010: Round 6                      | 06.11.2010 | Kijów         |                                                               |
| Wygrana   | 10-0   | Gleb Morozov                    | Poddanie (dźwignia prosta na staw łokciowy) | 1     | 4:46 | M-1 Selection Ukraine 2010: Clash of the Titans          | 18.10.2010 | Kijów         |                                                               |
| Wygrana   | 9-0    | Andrei Balakhonov               | Poddanie (dźwignia prosta na staw łokciowy) | 1     | 1:34 | M-1 Selection Ukraine 2010: Round 2                      | 07.05.2010 | Kijów         | Debiut w kategorii średniej                                   |
| Wygrana   | 8-0    | Said Khalilov                   | Decyzja (jednogłośna)                       | 3     | 5:00 | M-1 Challenge: 2009 Selections 8                         | 04.10.2009 | Moskwa        |                                                               |
| Wygrana   | 7-0    | Gasanali Gasanaliev             | Decyzja (niejednogłośna)                    | 3     | 5:00 | M-1 Challenge: 2009 Selections 6                         | 05.09.2009 | Machaczkała   |                                                               |
| Wygrana   | 6-0    | Akin Duran                      | KO (suplex)                                 | 1     | 0:28 | M-1 Challenge 18: Netherlands Day Two                    | 16.08.2009 | Hilversum     |                                                               |
| Wygrana   | 5-0    | Vener Galiev                    | Decyzja (niejednogłośna)                    | 3     | 5:00 | M-1 Challenge: 2009 Selections 4                         | 24.06.2009 | Petersburg    |                                                               |
| Wygrana   | 4-0    | Vladimir Papusha                | Poddanie (dźwignia prosta na staw łokciowy) | 1     | 2:04 | M-1 Challenge: 2009 Selections 2                         | 19.04.2009 | Petersburg    |                                                               |
| Wygrana   | 3-0    | Hamiz Mamedov                   | Decyzja (jednogłośna)                       | 3     | 5:00 | CSFU: Champions League                                   | 13.09.2008 | Połtawa       |                                                               |
| Wygrana   | 2-0    | Karen Grigoryan                 | Decyzja (jednogłośna)                       | 3     | 5:00 | CFF: International MMA Tournament                        | 09.12.2007 | Tiumeń        |                                                               |
| Wygrana   | 1-0    | Bagautdin Abasov                | Poddanie (duszenie trójkątne rękoma)        | 2     | 2:14 | Tsumada Fighting Championship 1                          | 03.08.2007 | Tsumadinsky   | Debiut w MMA                                                  |